# Liberec
Liberec (njem. Reichenberg) grad je na sjeveru Češke blizu tromeđe Češke, Njemačke i Poljske. Leži na rijeci Lužická Nisa (koja poslije teče granicom Njemačke i Poljske). Prije Drugog svjetskog rata imao je mnogo njemačkog stanovništva, te je bio centar pokreta za pripojenje regije Sudeta nacističkoj Njemačkoj (to je postignuto Münchenskim sporazumom 1938.). Nakon Drugog svjetskog rata Nijemci su „Benešovim dekretima“ protjerani u Njemačku.
Grad je centar tekstilne industrije. Gradski simbol je 100 m visok televizijski toranj Ještěd na istoimenom brdu koji izgleda kao svemirski brod. Turistički je značajna i gradska vijećnica.
- Televizijski toranj Ještěd
- Gradska vijećnica
- Kazalište